# Römisch-Katholische Zentralkonferenz der Schweiz
Die Römisch-Katholische Zentralkonferenz der Schweiz, kurz RKZ, ist ein Verein, in dem 24 kantonalkirchliche Organisationen der römisch-katholischen Kirche in der Schweiz und die Diözesen von Lugano und Sitten zusammengeschlossen sind. Der Verein besteht seit 1971.

## Struktur
Aufgrund der von den meisten Kantonen geforderten Voraussetzungen für die öffentlich-rechtliche Anerkennung, wie der demokratische Aufbau und die finanzielle Transparenz, die die hierarchisch organisierte Bischofskirche nicht erfüllt, sind in der Schweiz vor allem im Laufe des 19. Jahrhunderts, kantonalkirchliche Organisationen entstanden. Die RKZ ist der Zusammenschluss dieser staatsrechtlich organisierten Landeskirchen und damit das Pendant zur Schweizer Bischofskonferenz, mit der sie institutionell zusammenarbeitet.
Oberstes Organ der RKZ ist die 52-köpfige Plenarversammlung. Jede Mitgliedorganisation ist darin mit zwei Delegierten vertreten. Die Plenarversammlung tritt mindestens dreimal jährlich zusammen. Sie bestimmt die fünf Mitglieder des Präsidiums und der drei ständigen Kommissionen (Finanzkommission, Kommission für Staatskirchenrecht und Religionsrecht sowie Kommission für Kommunikation und Öffentlichkeitsarbeit).
Seit der Plenarversammlung vom 1./2. Dezember 2023 präsidiert Roland Loos aus dem Kanton Waadt die Römisch-Katholische Zentralkonferenz der Schweiz. Loos war zuvor Vizepräsident der RKZ. Von 2019 bis 2023 hatte Renata Asal-Steger aus dem Kanton Luzern das Präsidium inne. 
Das Generalsekretariat mit Sitz in Zürich ist für die Geschäftsführung zuständig. Seit November 2022 amtiert der Theologe und Kirchenrechtler Urs Brosi als Generalsekretär. Er hat beratende Stimme im Präsidium.

## Mitglieder
| Landeskirche                                                                                | Leitungsgremium          | Fläche (km²) | Kirchgemeinden | Verwaltungssitz   |
| ------------------------------------------------------------------------------------------- | ------------------------ | ------------ | -------------- | ----------------- |
| Römisch-katholische Kirche im Aargau                                                        | Kirchenrat               | 1’404        | 93             | Aarau             |
| Verband römisch-katholischer Kirchgemeinden des Kantons Appenzell Ausserrhoden              | Zentralrat               | 243          | 9              | Walzenhausen      |
| Katholische Kirchgemeinden Appenzell Innerrhoden                                            | Vorstand                 | 173          | 7              | Gonten            |
| Römisch-katholische Landeskirche des Kantons Basel-Landschaft                               | Landeskirchenrat         | 518          | 32             | Liestal           |
| Römisch-katholische Kirche des Kantons Basel-Stadt                                          | Kirchenrat               | 37           | 11             | Basel             |
| Römisch-katholische Landeskirche des Kantons Bern                                           | Landeskirchenrat         | 5959         | 33             | Bern              |
| Kirchliche Körperschaft des Kantons Freiburg                                                | Exekutivrat              | 1671         | 144            | Villars-sur-Glâne |
| Église catholique romaine-Genève                                                            | Comité (Vorstand)        | 282          | 55             | Genf              |
| Verband der römisch-katholischen Kirchgemeinden des Kantons Glarus                          | Kirchenrat               | 685          | 6              | Näfels            |
| Katholische Landeskirche Graubünden                                                         | Verwaltungskommission    | 7’105        | 84             | Chur              |
| Collectivité ecclésiastique cantonale catholique-romaine de la République et Canton du Jura | Conseil                  | 839          | 63             | Delsberg          |
| Römisch-katholische Landeskirche des Kantons Luzern                                         | Synodalrat               | 1’493        | 85             | Luzern            |
| Fédération catholique romaine neuchâteloise                                                 | Comité (Vorstand)        | 803          | 19             | Neuenburg         |
| Römisch-katholische Landeskirche des Kantons Nidwalden                                      | Kleiner Kirchenrat       | 276          | 12             | Stans             |
| Verband der römisch-katholischen Kirchgemeinden des Kantons Obwalden                        | Administrationsrat       | 491          | 6              | Sarnen            |
| Katholischer Konfessionsteil des Kantons St. Gallen                                         | Administrationsrat       | 2’026        | 113            | St. Gallen        |
| Römisch-katholische Landeskirche des Kantons Schaffhausen                                   | Synodalrat               | 298          | 6              | Schaffhausen      |
| Römisch-katholische Kantonalkirche Schwyz                                                   | Kirchenvorstand          | 908          | 36             | Freienbach        |
| Römisch-katholische Synode des Kantons Solothurn                                            | Synodalrat               | 791          | 75             | Gerlafingen       |
| Bistum Lugano                                                                               |                          | 2’812        | 259            | Lugano            |
| Katholische Landeskirche des Kantons Thurgau                                                | Kirchenrat               | 991          | 34             | Weinfelden        |
| Römisch-katholische Landeskirche Uri                                                        | Kleiner Landeskirchenrat | 1’077        | 23             | Altdorf           |
| Fédération ecclésiastique catholique romaine du canton de Vaud                              | Comité (Vorstand)        | 3’212        | 54             | Lausanne          |
| Bistum Sitten                                                                               |                          | 5’224        | 158            | Sitten            |
| Vereinigung der katholischen Kirchgemeinden des Kantons Zug                                 | Präsidium                | 239          | 10             | Baar              |
| Römisch-katholische Körperschaft des Kantons Zürich                                         | Synodalrat               | 1’729        | 75             | Zürich            |

Die Römisch-katholische Kantonalkirche Schwyz trat am 1. Dezember 2019 nach einem Beschluss des Kantonskirchenrats und einer Referendumsabstimmung der RKZ bei. Zuvor hatte sie einen Gaststatus inne.